# Adventures into the Unknown
Adventures Into the Unknown est un magazine de comic books américain. Il est connu pour être le premier titre de comics dédié à l'horreur.

## Publication
Publié par l'American Comics Group, initialement sous le label de B&I Publishing, il dure 174 numéros (automne 1948 - août 1967). Les deux premiers numéros, qui comprennent des dessins de Fred Guardineer et d'autres artistes, mettent en vedette des histoires d'horreur de fantômes, de loups-garous, de maisons hantées, de marionnettes tueuses et d'autres êtres surnaturels. Le premier incluait une version abrégée de sept pages, de l'adaptation du roman gothique d'Horace Walpole, Le Château d'Otrante, par un scénariste inconnu et par l'artiste Al Ulmer.
Contrairement à beaucoup de comics d'horreur américain de l'âge d'or, il résiste bien à la critique publique du début des années 1950. Il survit également aux conséquences des audiences de la commission d'enquête sénatoriale sur la délinquance juvénile (avril et juin 1954) lorsque l'industrie du comics instaura le Comics Code.